# Józef Jabłkowski

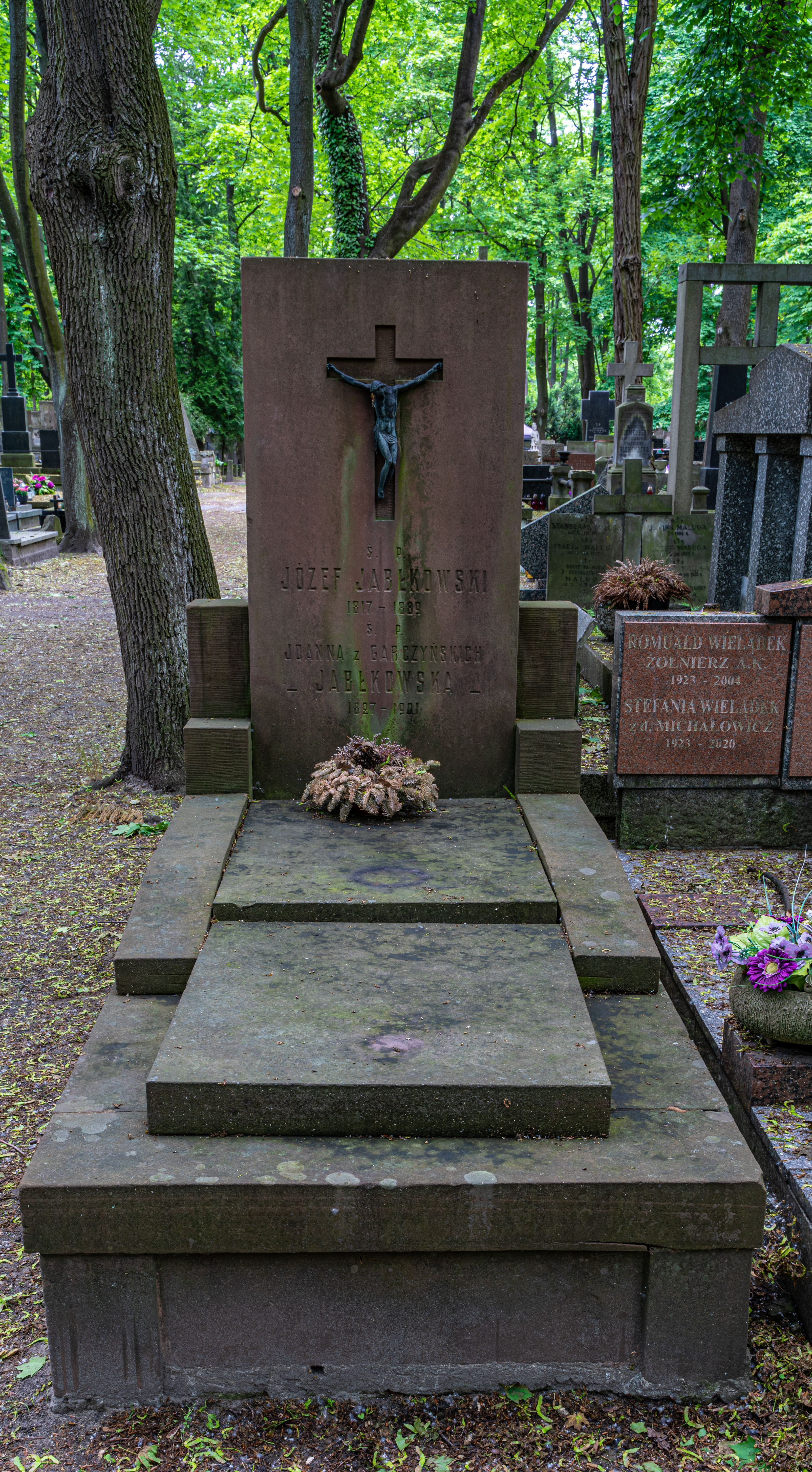
Grób Józefa Jabłkowskiego na cmentarzu Powązkowskim

Józef Antoni Jabłkowski (ur. 16 sierpnia 1817 w Cielcach, zm. 4 maja 1889 w Warszawie) – polski przedsiębiorca.
Urodzony w Cielcach z ojca Ignacego i Zuzanny z Kożuchowskich. Po ukończeniu szkoły wydziałowej w Warszawie studiował prawo i rolnictwo we Wrocławiu. W 1839 przejął Cielce i wzorując się na działaniach Andrzeja Zamoyskiego opracował i przeprowadził oczynszowanie chłopów w Cielcach. Każdy czynszownik otrzymał w użytkowanie wieczyste ziemię, a na własność zagrodę, narzędzia i zwierzęta gospodarskie. Udzielał chłopom pożyczek na zagospodarowanie, a także stworzył rezerwę zbożową na wypadek nieurodzaju. Chcąc podnieść poziom wiedzy wśród chłopów, założył nielegalnie szkołę, do której chodziły wszystkie dzieci, w tym jego własne. Systematycznie powiększał majątek. W 1850 obejmował on już kilka wsi o powierzchni ok. 1660 ha, w tym Tomisławice, Krąków i Zielęcin. Po zakończeniu modernizacji gospodarstwa zainteresował się cukrownictwem. Wybudował w 1852 w Cielcach cukrownię, która dotrwała do 1938.
Członek Towarzystwa Rolniczego w Królestwie Polskim w 1858 roku.
Był członkiem założycielem spółki akcyjnej budującej Drogę Żelazną Fabryczno-Łódzką z Koluszek do Łodzi. Zajmował się z powodzeniem handlem. Po pomyślnym okresie rozwoju spółki handlowej pod nazwą Dom Handlowo-Komisowy Rolników Kaliskich, przekształcono ją w spółkę akcyjną. Wskutek splotu niekorzystnych wydarzeń spółka zbankrutowała, a J. Jabłkowski stracił cały majątek. Spędził dwa lata w więzieniu. Po uwolnieniu osiadł w Warszawie i podjął pracę u znanego fabrykanta Wilhelma Raua jako inspektor jego majątków. Zmarł 4 maja 1889. Pozostawił liczne potomstwo. Jego dzieci utworzyły znany Dom Handlowy Braci Jabłkowskich w Warszawie. (vide: niepodpisany art. pt. Józef Jabłkowski – postępowy ziemianin, [w:] „Dzienniku Łódzkim” nr 11035.) Spoczywa na cmentarzu Powązkowskim w Warszawie (kwatera 84-3-30).